# 短促京黄芩
短促京黄芩（学名：Scutellaria pekinensis var. transitra）为唇形科黄芩属下的一个变种。

## 扩展阅读
- 維基物種上的相關：短促京黄芩